# Anna Ferraro
Anna Ferraro (Padua, 20 de junio de 1976) es una deportista italiana que compitió en esgrima, especialista en la modalidad de sable.
Ganó tres medallas en el Campeonato Mundial de Esgrima, en los años 1999 y 2000, y una medalla de bronce en el Campeonato Europeo de Esgrima de 2000.

## Palmarés internacional
| Campeonato Mundial | Campeonato Mundial   | Campeonato Mundial | Campeonato Mundial |
| Año                | Lugar                | Medalla            | Prueba             |
| ------------------ | -------------------- | ------------------ | ------------------ |
| 1999               | Seúl (Corea del Sur) | Medalla de oro     | Sable por equipos  |
| 1999               | Seúl (Corea del Sur) | Medalla de bronce  | Sable individual   |
| 2000               | Budapest (Hungría)   | Medalla de plata   | Sable por equipos  |
| Campeonato Europeo |                      |                    |                    |
| Año                | Lugar                | Medalla            | Prueba             |
| 2000               | Funchal (Portugal)   | Medalla de bronce  | Sable por equipos  |